# Wexford (plaats)
Wexford (Iers: Loch Garman) is de hoofdplaats van het Ierse graafschap County Wexford. De plaats telt 20.188 inwoners.
Wexford ligt aan de monding van de Slaney in het Sint-Georgekanaal. Het estuarium van de rivier wordt Wexford Harbour genoemd.

## Vervoer
Wexford ligt aan de spoorlijn Dublin - Rosslare. Vanaf het station vertrekken dagelijks vijf treinen richting Dublin en vier treinen richting Rosslare. De trein geeft in Rosslare aansluiting op de veerboot naar Fishguard in Wales.
Wexford is het eindpunt van de N11, de hoofdroute vanaf Dublin. Gedeeltes van deze route zijn als M11 uitgebouwd tot autosnelweg.

## Geboren
- John Banville (1945), schrijver
- Grainne Murphy (1993), zwemster